# YTN 연예톡톡
YTN 연예톡톡은 YTN NEWS FM(FM 94.5MHz)에서 평일 오후 3시 10분부터 오후 4시까지 방송되었던 라디오 교양, 연예정보, 오락, 대중음악, 토크 전문 라디오 프로그램이다. 2012년 4월 20일 자로 2년만에 폐지되었다.

## 진행자
- 전진영 아나운서

## 코너 소개
매일 코너
- 클릭! 오늘의 Talk & 잠깐! 오늘의 퀴즈
- 연예톡톡 Logo Song~

요일 코너
- 월요일 : 추억은 기타를 타고 - with 정단, 이성욱
- 화요일 : 시네마talk - with 스폰지 조성규 대표
- 수요일 : 톡톡 초대석 - with 초대손님과 함께
- 목요일 : 명예의 전당 - with 김고금평 기자
- 금요일 : 사랑방 손님과 DJ - with 초대손님과 함께

## 같이 보기
- YTN NEWS FM